# Joan Bonet
Joan Bonet (Olot, Garrotxa, 1621 — Olot, Garrotxa, 1691) va ser un monjo i escriptor català, pertanyent a l'orde dels Carmelites descalços on ocupà diversos càrrecs.
El CRAI Biblioteca de Fons Antic de la Universitat de Barcelona conserva algunes de les obres que van formar part de la biblioteca personal de Bonet, així com un exemple de les marques de propietat que van identificar els seus llibres al llarg de la seva vida.

## Obres
- Jardín del Carmelo (1660)
- Elegàncies de Paulo Manucio (1679) - Traducció catalana de la versió castellana de Joan Llorenç Palmireno